# Charles F. Bolden, Jr.
Charles Frank Bolden, Jr. (Columbia, Carolina del Sur, Estados Unidos; 19 de agosto de 1946), es un astronauta estadounidense retirado, ex marine y administrador de la NASA durante la presidencia de Barack Obama, siendo el primer afroamericano de la historia en ostentar dicho cargo.

## Vida
Bolden aceptó una comisión como segundo teniente en el Cuerpo de Marines de Estados Unidos después de su graduación en la Academia Naval de Estados Unidos en 1968. Se sometió a un entrenamiento de vuelo en Pensacola, Florida, Meridian, Mississippi, y Kingsville, Texas, antes de ser designado como aviador naval en mayo de 1970. Voló en más de 100 incursiones en el norte y el sur de Vietnam, Laos y Camboya, en un A-6A Intruder, perteneciente al VMA (AW) -533 en la Base Aérea Real de Tailandia de Phong Nam, Tailandia entre junio de 1972 y junio de 1973.
Al regresar a los Estados Unidos, Bolden comenzó una gira de dos años como oficial de Infantería de Marina y de la selección oficial de la contratación en Los Ángeles, California, seguido por tres años en diversas tareas en la Estación Aérea del Cuerpo de Marines de El Toro, California. En junio de 1979, se graduó en la Escuela de Pilotos de la Estación Aérea Naval de Patuxent River, Maryland, y fue asignado a la Prueba de la Marina Air Center de Ingeniería de Sistemas y Direcciones Strike. Mientras estuvo allí, sirvió como piloto de pruebas para numerosos proyectos de aviones como el A-6E, EA-6B, y A-7C / aviones E.
Tiene registradas más de 6000 horas de vuelo.
Bolden fue seleccionado como candidato a astronauta por la NASA en 1980. Fue miembro del Cuerpo de Astronautas de la NASA hasta 1994 cuando regresó al servicio activo en la Infantería de Marina como el comandante adjunto de Guardias Marinas en la Academia Naval, a partir del 27 de junio de 1994. En julio de 1997, fue asignado como el comandante general adjunto de la I Fuerza Expedicionaria de la Marina. De febrero a junio de 1998, se desempeñó como comandante general, MEF (FWD) en apoyo de la Operación Tormenta del Desierto en Kuwait. En julio de 1998, fue promovido a su posición final de mayor general y asumió sus funciones como comandante adjunto de las Fuerzas de Estados Unidos en Japón. Luego se desempeñó como comandante general tercero de la Marine Aircraft Wing, sirviendo del 9 de agosto de 2000 hasta agosto de 2002.

## NASA

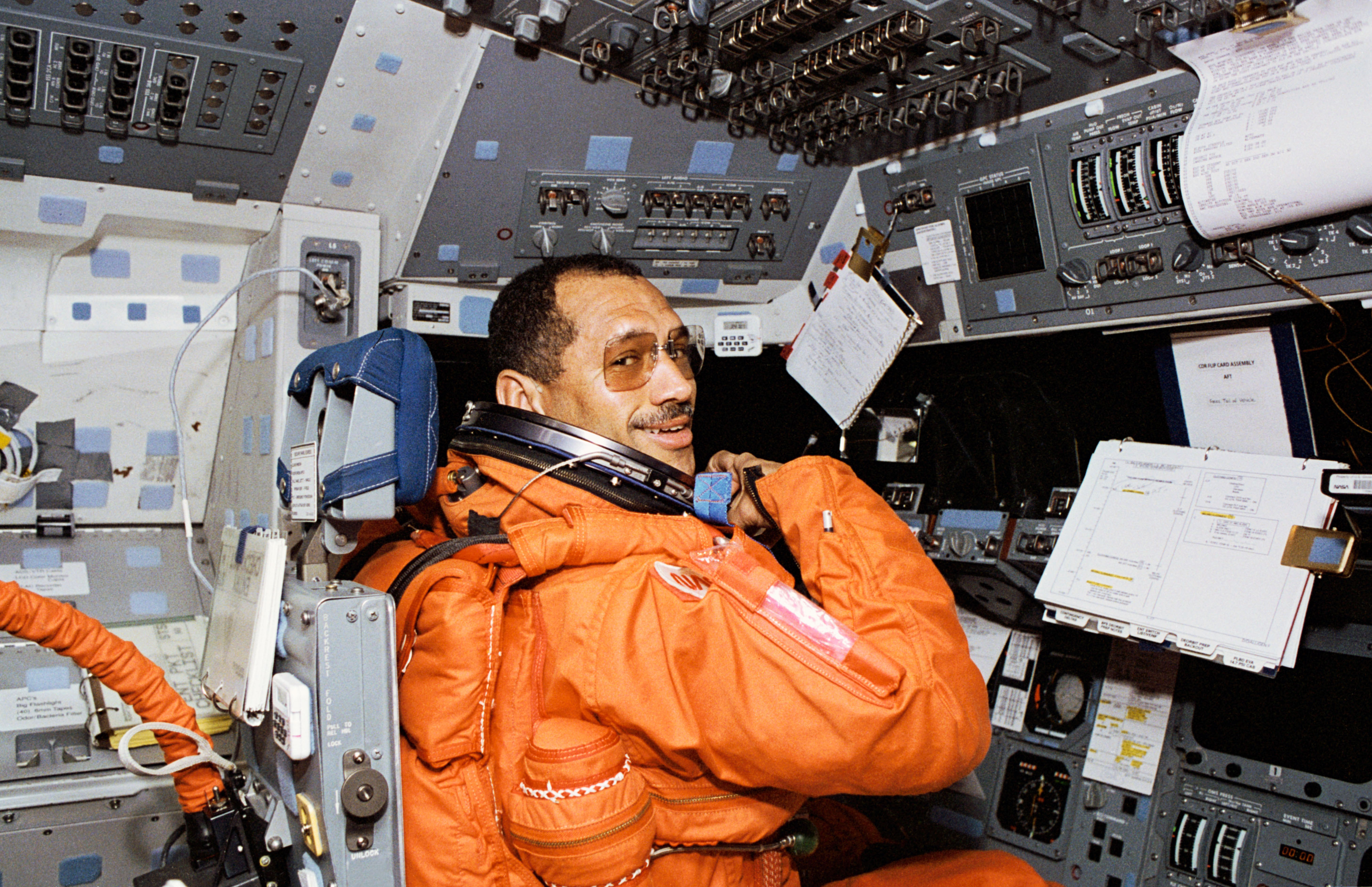
Bolden durante la misión STS-60

Seleccionado por la NASA en mayo de 1980, Bolden se convirtió en astronauta en agosto de 1981. Sus tareas técnicas incluían: Astronauta, Oficial de la Oficina de Seguridad, Asistente Técnico del Director de Operaciones de la tripulación de vuelo, Asistente Especial del Director del Centro Espacial Lyndon B. Johnson; astronauta en la Oficina de Enlace para la seguridad, fiabilidad y garantía de la calidad de las del Centro Marshall de vuelos espaciales y el Centro Espacial Kennedy, Jefe de la División de Seguridad en JSC, astronauta de entrega de vehículo de prueba y verificación en el Centro Espacial Kennedy, y Asistente de Administrador Adjunto. Bolden sirvió como piloto en la misión STS-61C (enero 12-18, 1986) y de la misión STS-31 (abril 24-29, 1990), y fue el comandante de la misión en la misión STS-45 (24 de marzo de 1992-2 de abril de 1992), y STS-60 (febrero 3-11, 1994).

### Administrador de la NASA
En 2009, el entonces presidente Barack Obama lo eligió como administrador de la NASA.

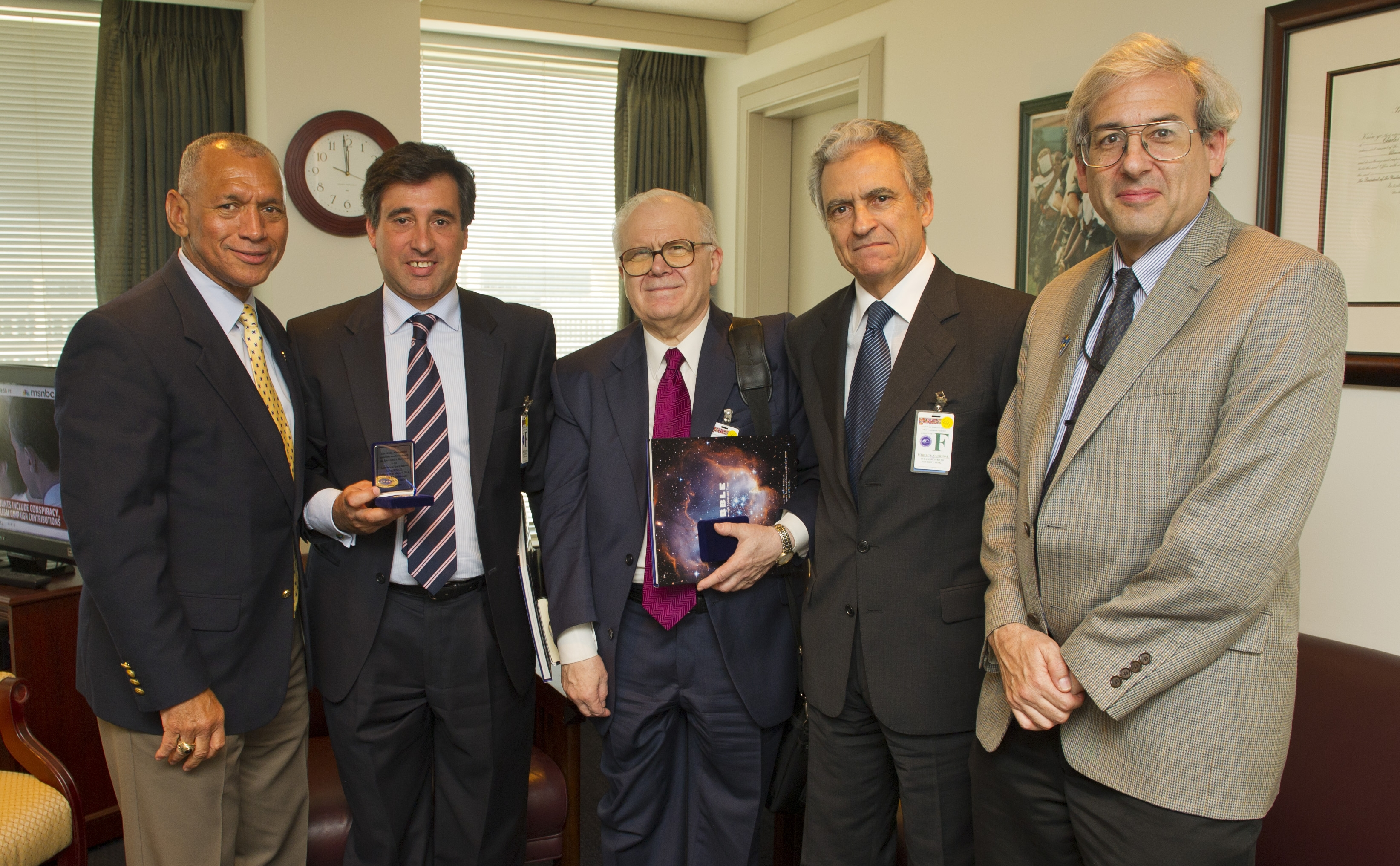
Bolden junto al administrador de la CONAE Conrado Varotto

En junio de 2010, en una entrevista ante Al Jazeera, Bolden dijo que los tres objetivos principales que le asignó el presidente Obama eran re inspirar a los niños para que se interesen en la ciencia y la matemática, expandir las relaciones internacionales de la NASA y llegar al mundo islámico para "ayudarles a sentirse bien acerca de su contribución histórica a la ciencia ... y las matemáticas y la ingeniería".
Durante su administración, el enfoque a largo plazo de la NASA fue la colonización de Marte y se opuso al recorte de presupuesto de esta.
El 28 de agosto de 2012, Bolden se convirtió en la primera persona en tener su voz transmitida hacia la superficie de Marte. Aunque el rover no tenía un altavoz, recibió la señal de la voz y la retransmitió hacia la tierra.
En octubre de 2015, Bolden presentó planes de la NASA para un viaje tripulado a Marte.
Con el fin del mandato de Barack Obama, Bolden renunció al cargo para dejar terreno ante una nueva administración por parte de Donald Trump, quedando a cargo de la NASA de manera interina el ingeniero Robert M. Lightfoot, Jr. Su sucesor, Jim Bridenstine sería aprobado por el Senado de los Estados Unidos 423 días después de su renuncia, el 19 de marzo de 2018.

## Vida personal

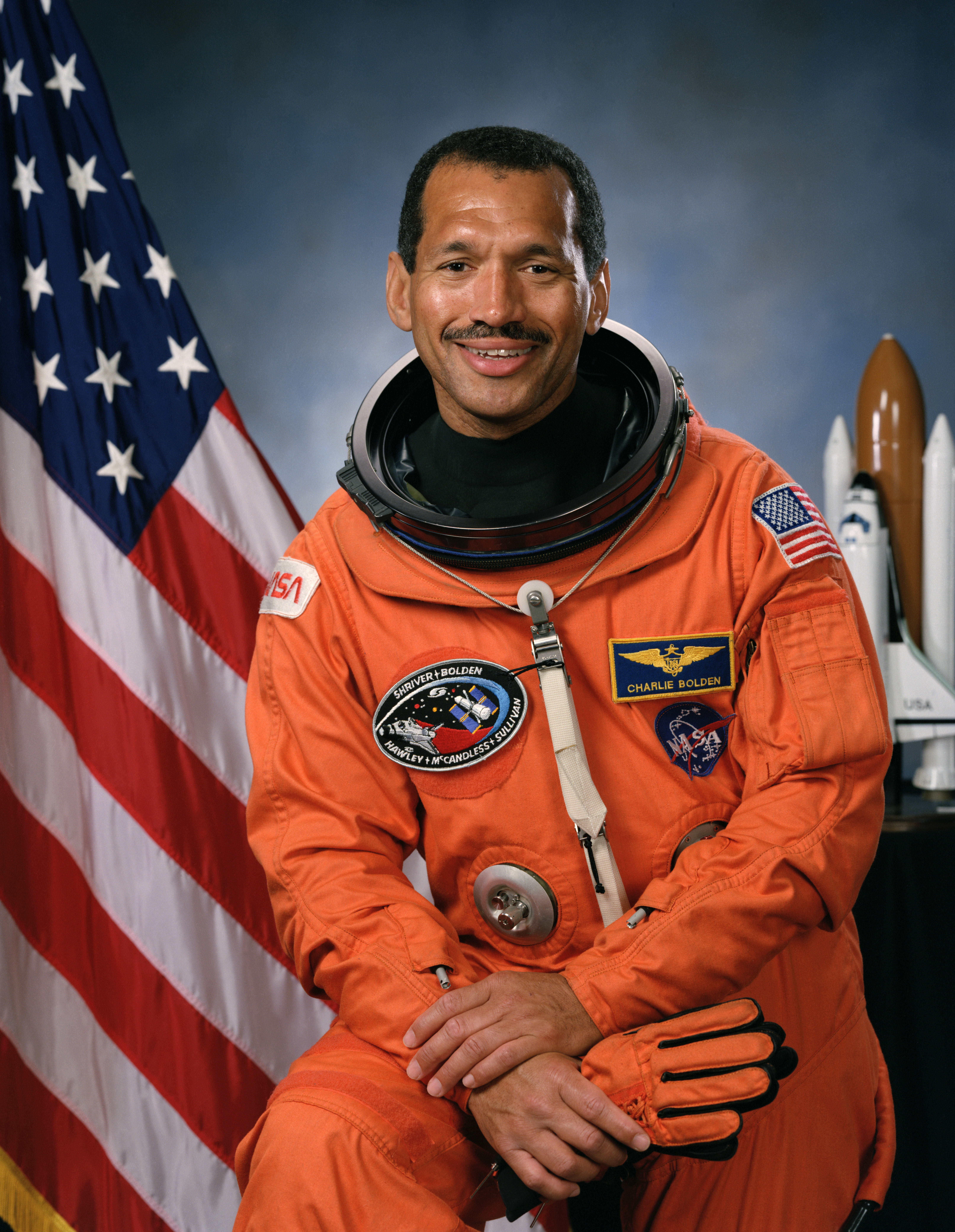
Retrato oficial del astronauta Charles F. Bolden Jr. vistiendo un traje de lanzamiento y entrada de color naranja.

Bolden vive en Houston, está casado y tiene dos hijos.
Bolden declaró ser cristiano en una ronda de preguntas y respuestas:

Sabes, el universo es un lugar enorme. Soy un cristiano practicante, y en mi fe aprendí acerca de Dios omnipotente, omnipresente, significa que está en todas partes. Él es omnisciente. Él lo hace todo. Y yo simplemente no puedo pensar que este planeta sea el único que tenga vida en todo el universo. Y el problema es que no he estado lo suficientemente lejos.